# Pseudocyclopheps cruciana
Pseudocyclopheps cruciana är en tvåvingeart som beskrevs av Lindner 1951. Pseudocyclopheps cruciana ingår i släktet Pseudocyclopheps och familjen vapenflugor.
Artens utbredningsområde är Peru. Inga underarter finns listade i Catalogue of Life.